# Gender (sekse)
Gender verwijst naar geslacht, en dan met name de sociale geslachtskenmerken. De term verwijst naar een samenstelling van kenmerken die door de meeste mensen worden gezien als mannelijk of vrouwelijk, zoals sociaal bepaald in de context van een samenleving. Deze kenmerken omvatten normen, gedragingen en rollen, maar ook relaties met anderen. Gender kan als sociaal construct verschillen van samenleving tot samenleving, en kan in de loop der tijd veranderen.
Ouders gaan er meestal van uit dat het gender van hun kind overeenkomt met het geslacht bij de geboorte. Naarmate een kind zich ontwikkelt kan het voorkomen dat het zich op een andere wijze gaat identificeren.
Het begrip is in 1955 geïntroduceerd door John Money in onderzoek naar intersekse. De opvatting dat mensen uit slechts twee soorten wezens bestaan, vrouwen en mannen, een raamwerk dat soms het binair geslachtsmodel wordt genoemd, heeft een diepgaande rol gespeeld in het vormgeven van de geschiedenis van de psychologische wetenschap. In de laat 20ste en vroeg 21ste eeuw zijn er serieuze uitdagingen voor dit binaire model ontstaan, uit zowel academisch onderzoek als sociaal activisme.

## Genderidentiteit
Gender kan uitgedrukt worden in de genderidentiteit (hoe iemand zich voelt), de genderexpressie (hoe iemand zich uit) en het geslacht (de kenmerken van het lichaam).
Verschillende criteria kunnen verschillende uitkomsten hebben. Bovendien zijn sommige criteria niet binair, maar kunnen tussenvormen en variatie voorkomen. Afgezien van het genetische geslacht zijn veranderingen van al deze aspecten mogelijk, door operaties, hormoonbehandelingen, bijwerkingen van medicijnen, verandering van genderexpressie, psychologische veranderingen en administratieve handelingen. Bij genderfluïde personen is de veranderlijkheid zelf onderdeel van de genderidentiteit. Hoewel verreweg de meeste mensen tamelijk eenduidig man of vrouw zijn, is er dus veel variatie mogelijk.
Zonder intersekse-conditie komen bijna altijd het genetische geslacht, de sekse op basis van de oorspronkelijke geslachtsorganen en het oorspronkelijke juridische geslacht overeen. Voor deze sekse worden termen als geboortegeslacht en biologische geslacht gebruikt en ook wel de Engelstalige afkortingen amab of afab (assigned male/female at birth).
Bij een transgender komt dit geboortegeslacht niet overeen met de genderidentiteit of -expressie, bij cisgender wel.
Bij een onprettig gevoel dat bepaalde aspecten van de sekse niet overeenkomen met de genderidentiteit betreft dit voornamelijk het lichaam, maar door sociale druk en bij een kind ook eventueel minder begripvolle ouders, kan het ook lastig zijn de genderexpressie aan te passen aan de genderidentiteit, bijvoorbeeld als een biologisch meisje dat zich een jongen voelt niet altijd jongenskleren mag dragen, en/of het haar niet kort mag laten knippen.
Bij een onprettig gevoel dat bepaalde aspecten van de sekse niet overeenkomen met de genderidentiteit kan het lastig zijn om de genderexpressie aan te passen. Dit kan onder andere komen door sociale druk of minder begripvolle ouders, bijvoorbeeld wanneer iemand die als meisje is geboren geen jongenskleding mag dragen, of het haar niet kort mag laten knippen.
Door verandering van een selectie van de genoemde aspecten van het geslacht kan dit onprettige gevoel minder worden of over gaan, met dien verstande dat een hormoonbehandeling soms moet doorgaan om te voorkomen dat bepaalde lichamelijke veranderingen deels teniet gaan, waardoor het onprettige gevoel weer zou kunnen verergeren of terugkomen.

## Juridisch geslacht
Het aanvankelijke juridische geslacht (de registratie bij de overheid) volgt uit de bij de geboorte aanwezige primaire geslachtskenmerken. In België kan het bij wijziging van het juridische geslacht, om onduidelijkheid te voorkomen, nodig zijn een nieuw paspoort of ander identiteitsbewijs aan te vragen en ook andere min of meer officiële registraties te laten aanpassen, zoals bij een bank waar men klant is. In Nederland zijn de identiteitsbewijzen (en eventuele rijbewijzen) van mensen die hun juridische geslacht laten wijzigen meteen ongeldig; zij moeten nieuwe exemplaren aanvragen bij de gemeente. Daar zijn kosten aan verbonden. De gemeente Nijmegen besloot in 2022 om als eerste Nederlandse gemeente die kosten te vergoeden voor mensen die hun geslachtsregistratie laten wijzigen.

## Aspecten van geslacht / sekse / gender (samenvattend overzicht)
Aspecten van geslacht / sekse / gender van mensen:
- man, vrouw of intersekse op basis van genetisch geslacht
- man, vrouw of intersekse op basis van uitwendige en inwendige geslachtsorganen, met diverse varianten na geslachtsaanpassende operatie
- mannelijkheid, vrouwelijkheid en interseksualiteit op basis van secundaire geslachtskenmerken of hormonale geslachtseigenschappen (haargroei, borsten, gestalte, enz.)
- genderexpressie: de mate van mannelijkheid en vrouwelijkheid op basis van culturele geslachtskenmerken zoals kledij, kapsel, make-up en gehanteerde voornaam, en attributen voor het simuleren van biologische geslachtskenmerken, zoals een binder, of opvulling onder de kleding die borsten of een penis simuleert; traditioneel ook genderrol
- genderidentiteit: of de persoon zich man, vrouw, of iets anders voelt
- juridisch geslacht: registratie bij de overheid; bij wijziging worden vaak ook de juridische voornamen gewijzigd

Een transitie is in dit verband een verandering met betrekking tot het 2e, 3e, 4e en/of 6e punt op basis van de genderidentiteit. Daarnaast kan een motief voor verandering van genderexpressie zijn het ontlopen van seksediscriminatie (bijvoorbeeld in het verleden door een vrouw om een mannenberoep te kunnen uitoefenen, zoals matroos of soldaat).

## Begripsontwikkeling

### Seksuologie
In 1955 stelden John Money en Joan en John Hampson dat er een verschil was tussen het biologische geslacht en het psychologische geslacht, het gevoel een man of een vrouw te zijn. Ook gingen zij in hun onderzoek naar hermafrodieten – later intersekse genoemd – in tegen een enkele definitie van het biologische geslacht en maakten onderscheid in:
- chromosomaal geslacht dat wordt bepaald tijdens de bevruchting
- gonadaal geslacht waarbij meestal na zo'n zeven weken vanuit de gonadale richel de teelballen of twee weken later de eierstokken ontwikkelen
- hormonaal geslacht bij de feminisatie of virilisatie in de puberteit, waarbij zich ook de secundaire geslachtskenmerken ontwikkelen
- inwendige geslachtsorganen
- uitwendige geslachtsorganen

Die laatste twee worden ook wel samengenomen als fenotypisch geslacht.
Tot die tijd dachten artsen als Michael Dillon, Christian Hamburger en Harry Benjamin dat het psychologische geslacht voortkwam uit het biologische geslacht. Money stelde dat er ook een aangeleerd geslacht was en baseerde zich daarbij op het idee van sociale rollen van Talcott Parsons en gebruikte daarvoor het taalkundige concept geslacht (gender). Zo bestaat het psychologische geslacht uit:
- het biologische geslacht en het geslacht van de opvoeding
- de genderrol die daar veelal uit volgt

De zeven variabelen kwamen in het onderzoek van Money en de Hampsons in verschillende variaties voor, waarbij de genderrol niet volgde uit de biologische variabelen. Het biologische geslacht en de daaropvolgende opvoeding speelden wel een belangrijke rol:
By the term, gender role, we mean all those things that a person says or does to disclose himself or herself as having the status of boy or man, girl or woman, respectively. It includes, but is not restricted to sexuality in the sense of eroticism. A gender role is not established at birth, but is built up cumulatively through experiences encountered and transacted—through casual and unplanned learning, through explicit instruction and inculcation, and through spontaneous putting two and two together to make sometimes four and sometimes, erroneously, five.:285
In een tweede artikel dat in Bulletin of the Johns Hopkins Hospital werd gepubliceerd, werd dit aangevuld met:
Gender role is appraised in relation to the following: general mannerisms, deportment and demeanour; play preferences and recreational interests; spontaneous topics of talk in unprompted conversation and casual comment; content of dreams, daydreams and fantasies; replies to oblique inquiries and projective tests; evidence of erotic practices and, finally, the person's own replies to direct inquiry.:302
Het begrip gender lag meer in lijn met het behaviorisme waarin stimulus en respons belangrijk waren en Money werd daarbij beïnvloed door het proces van inprenting naar Konrad Lorenz. Het begrip genderrol sloeg aan en termen als genderidentiteit – of de persoon zich man of vrouw voelt of iets er tussenin – en genderexpressie – culturele geslachtskenmerken als kledij, kapsel en make-up – deden hun intrede.
Robert Stoller maakte een nog duidelijker verschil tussen sekse als biologische term en gender als psychologisch:
With a few exceptions there are two sexes, male and female. To determine sex one must assay the following conditions - chromosomes, external genitalia, internal genitalia, gonads, hormonal states, and secondary sex characteristics [...] One's sex, then, is determined by an algebraic sum of all these qualities, and as is obvious, most people fall under one of the two separate bell curves, the one of which is called 'male', the other 'female'.

Gender is a term that has psychological and cultural rather than biological connotations; if the proper terms for sex are 'male' and 'female', the corresponding terms for gender are 'masculine' and 'feminine', these latter being quite independent of (biological) sex. Gender is the amount of masculinity and femininity found in a person, and obviously, while there are mixtures of both in many humans, the normal male has a preponderance of masculinity and the normal 'female' a preponderance of femininity.

### Feministische theorie en genderstudies
Money had het biologisch determinisme bekritiseerd, maar daar leek een sociaal determinisme voor in de plaats te komen. Het feminisme zocht daarin verdieping. Simone de Beauvoir stelde al in 1949:
On ne naît pas femme, on le devient — Men wordt niet geboren als vrouw, men wordt een vrouw.
Maar het zou nog tot de jaren 1970 duren voordat het begrip gender daar op grote schaal gebruikt werd. Aanvankelijk kon dit nog in omgekeerde betekenis, zoals in Masculine/Feminine or Human? uit 1974 waarin gesproken wordt over aangeboren gender (innate gender) en aangeleerde sekse (learned sex roles). In de versie uit 1978 was dit omgedraaid.
Ann Oakley borduurde voort op het medisch onderzoek van Money, Stoller en Anke Ehrhardt en stelde over het biologische geslacht:
The consensus of opinion seems to be that its role is a minimal one, in that the biological predisposition to a male or female gender identity (if such a condition exists) may be decisively and ineradicably overridden by cultural learning.:190
Het feminisme bracht naast de culturele en sociale factor ook de politieke factor in beeld:
Whatever biological cause there is in reality, however influential or insubstantial it may be, thus tends to become increasingly irrelevant and the distorted view of its importance becomes increasingly a rationalisation of what is, in fact, only prejudice.:210
Medici hadden weliswaar een ommekeer gebracht in het denken over sekse en gender, de heersende normen werden ten dele nog wel als uitgangspunt genomen. De feministen stelden aan de kaak in hoeverre de normen voortkwamen uit vooroordelen en onderzochten hoe gender bijdroeg aan sociale ongelijkheid en zowel vrouw als man beperkte.
Daarbij verdween de biologische factor vrijwel geheel, waartegen onder meer Moira Gatens en Elizabeth Grosz bezwaar maakten. Gatens zag het onderscheid tussen geslacht en gender als een hopeloze tactiek:
[...] to suggest the degendering of society as a political strategy is hopelessly utopian, ahistorical, and functions theoretically and practically as a diversionary tactic.:153
De mens is bij geboorte geen tabula rasa om vervolgens alle sociale lessen ingeprent te krijgen. De ontkenning van het biologische element zou leiden tot het ideaal van een androgynie. De ervaring en uiting van gender verschilt echter per biologisch lichaam. Mannelijkheid ervaren door een mannelijk lichaam is niet gelijk aan mannelijkheid ervaren door een vrouwelijk lichaam. Gatens zag een denkbeeldig lichaam dat geslacht en gender weer met elkaar moest verbinden zonder tot een noodzakelijke of onvermijdelijke uitkomst te leiden.
In de jaren 1980 volgde zo een periode waarin onderzocht werd hoe lichamen historisch en cultureel geconstrueerd werden. Zo kan bij een conversiestoornis en een fantoomledemaat cultuur een rol spelen, net als bij diëten en fitness. Begin jaren 1990 werd echter de vraag gesteld in hoeverre dit opging voor niet-zichtbare elementen als chromosomen en hormonen. De vraag of er een biologisch en daarmee essentialistisch onderscheid gemaakt kan worden, of dat alle verschillen te verklaren zijn als sociale constructie veroorzaakte een crisis in de feministische theorie. Als er geen essentialistische overeenkomst was tussen vrouwen, dan konden deze zich ook niet als groep beschouwen.
Judith Butler stond met Gender Trouble uit 1990 en Bodies That Matter uit 1993 centraal in het vernieuwen en versterken van het begrip. De feministische theorie en het nieuwe queer theory bracht dit tot de stelling dat zowel geslacht als gender niet essentialistisch en natuurlijk zijn, maar gevormd worden door ervaringen tijdens het leven. Daarbij oefent het cultureel hegemoniale discours macht uit en bepaalt de sociaal toelaatbare mogelijkheden voor geslacht, gender en seksualiteit. Daarmee rijst de vraag in hoeverre geslacht een neutraal biologisch gegeven is, of ook is beïnvloed door de heersende normen:
This production of sex as the prediscursive ought to be understood as the effect of the apparatus of cultural construction designated by gender.:7
Agency – het potentieel tot handelen – in de keuze van geslacht, gender en seksualiteit wordt beperkt door genderperformativiteit, de verwachtingen bij elke genderrol. Deze performativiteit wordt niet slechts beperkt door de bestaande normen, maar deze beperking vormt de performativiteit:
The "performative" dimension of construction is precisely the forced reiteration of norms. In this sense, then, it is not only that there are constraints to performativity; rather, constraint calls to be rethought as the very condition of performativity.:94-95
Butler waarschuwde daarbij voor de gevaren van de feministische universalistische tendens om vrouwen als een coherente groep te beschouwen:
[...] the category of “women” is normative and exclusionary and is invoked with the unmarked dimensions of class and racial privilege intact. In other words, the insistence upon the coherence and unity of the category of women has effectively refused the multiplicity of cultural, social, and political intersections in which the concrete array of “women” are constructed.:14
Voor queer theory was daarbij van belang dat een essentialistische stelling waarin een persoonlijkheidstrek zoals verzorgend als natuurlijk vrouwelijke eigenschap wordt gezien, ook gevolgen kan hebben voor wat wordt gezien als natuurlijke seksuele voorkeur. Bij sociaal constructivisme is die voorkeur sociaal bepaald door performatieve acties.
Een deel van de radicaal feministen hangt wel een biologisch determinisme aan, wat kan leiden tot het standpunt dat transvrouwen geen vrouwen zijn en slechts de patriarchale gendernormen bevestigen. Zo stelde Janice Raymond in 1979:
transsexuals [...] reduce the female form to artefact, appropriating this body for themselves.
Ook Germaine Greer en Sheila Jeffreys behoren tot de trans-exclusionary radical feminists of TERF's. Daar tegenover staan trans-inclusive radical feminists die stellen dat biologisch determinisme juist de patriarchale basis in stand houdt. Andrea Dworkin stelde al in 1974 dat transvrouwen die basis onderuit konden halen:
Work with transsexuals, and studies of formation of gender identity in children provide basic information which challenges the notion that there are two distinct biological sexes. That information threatens to transform the traditional biology of sex difference into the radical biology of sex similarity.

### Essentialisme-constructivisme-debat
Het essentialisme-constructivisme-debat dat gevoerd wordt op het gebied van seksualiteit is meer dan een filosofische verhandeling over de verschillen tussen constructivisme en essentialisme. Het is niet beperkt tot descriptieve uitspraken, maar heeft ook politieke gevolgen waaruit normatieve uitspraken volgen, ook buiten de sfeer van gender.
John Boswell vergeleek de controverse met de middeleeuwse universaliënstrijd waarin nominalisme en realisme de kampen waren, waarbij de eersten stelden dat algemene begrippen slechts namen zijn geconstrueerd door mensen en dus pas na de dingen bestaan (universalia post res), terwijl de laatsten stelden dat deze in zichzelf bestaan voor de dingen (universalia ante res). Die controverse is ook aanwezig in wetenschappen als biologie, bijvoorbeeld in de taxonomie, waarbij soorten ingedeeld worden aan de hand van gedeelde eigenschappen. Taxonomen verschillen daarbij van mening of die categorieën van soorten ontdekkingen zijn of dat dit fabricaties zijn.
Zo zijn in het genderdebat de constructivisten de nominalisten en de essentialisten de realisten. In de meeste gevallen neemt dat geen extreme vormen aan: constructivisten ontkennen de biologische kant niet geheel en essentialisten zien wel beperkingen in categorisatie. Gematigde aanhangers aan beide kanten zouden daarom de dialoog kunnen aangaan, maar aangezien het niet alleen een wetenschappelijke, maar ook een politieke discussie is, gebeurt dat weinig.

Uit extreem nominalisme kan volgen dat gender en seksuele geaardheid niet werkelijk bestaan, maar uitvindingen zijn van verschillende samenlevingen. Homoseksualiteit zou dan alleen bestaan in moderne samenlevingen. Ten dele is deze denkwijze echter te wijten aan het straatlichteffect, waarbij gezocht wordt waar het licht het helderst is: de meeste nominalisten richten zich op de moderne geschiedenis. Aan de andere kant is de aanname van realisten dat dezelfde categorieën overal en altijd te vinden zijn nauwelijks onderbouwd en onwaarschijnlijk. Verder kennen beide partijen niet dezelfde waarde toe aan woorden en accepteren nominalisten slechts de betekenis die iemand er zelf aan geeft. Voor realisten daarentegen blijkt uit het loutere bestaan van een woord dat het achterliggende fenomeen bestaat.

Boswell stelde dat deze tegenstelling niet zinvol is en dat:
[...] the problem of universals must be sidestepped or at least approached with fewer doctrinaire assumptions. Both realists and nominalists must lower their voices. Reconstructing the monuments of the past from the rubble of the present requires quiet concentration.
Hoewel beide standpunten nader tot elkaar kunnen komen, wordt volledige samenvoeging niet waarschijnlijk geacht.

### Inperken medische correcties
Bioloog en genderspecialist Anne Fausto-Sterling bracht het feministische standpunt naar het onderzoek naar intersekse. Zij stelde dat Money en de Hampsons ondanks hun stelling dat de genderrol niet volgt uit het biologische geslacht, nooit uitgingen van meer dan twee geslachten:
These scientists studied hermaphrodites to prove that nature mattered hardly at all. But they never questioned the fundamental assumption that there are only two sexes, because their goal in studying intersexuals was to find out more about “normal” development.:46
Intersekse zagen zij als aandoening waarbij zij zochten naar manieren om deze mensen te, naar de toen heersende mening, normaliseren. Het culturele idee van slechts twee genders is daarmee van invloed op hoe biologische geslachten worden benaderd en medische interventie richt zich daardoor op behandeling om een van deze twee geslachten zo dicht mogelijk te benaderen.
Fausto-Sterling had al eerder voorgesteld om de ingrijpende medische interventie pas bij seksuele meerderjarigheid eventueel toe te passen, tenzij er potentieel levensbedreigende complicaties zijn. Een moeizame overgangsperiode voorziend, pleitte zij voor een spectrum met minsten vijf geslachten.